# 潘加尼
潘加尼是坦桑尼亞東北部的城鎮，由坦噶區負責管轄，位於坦噶以南45公里的印度洋海岸，潘加尼河河口，人口約8,000。在1990年代，潘加尼的海灘被重新發現作為旅遊目的地，但由於基礎設施落後，遊客人數增加不多。
5°24′0″S 38°59′0″E / 5.40000°S 38.98333°E